# Hermann Kraus
Hermann Max Hubert Kraus (* 12. Mai 1888 in Kempten (Allgäu); † 9. September 1941 in Eppstein) war ein deutscher Politiker.

## Leben
Als Sohn eines Bauamtmanns, Baurats und Vorstands des Straßen- und Flurbauamts in Kempten geboren, besuchte Kraus das Progymnasium in Oettingen in Bayern und das Humanistische Gymnasium Weiden, bevor er Rechtswissenschaften in Erlangen, Berlin und Kiel studierte. Während seines Studiums wurde er 1907 Mitglied der Burschenschaft Germania Erlangen. 1911 machte er sein Examen in Erlangen. Er wurde Rechtspraktikant am Amtsgericht Weiden und am Landgericht München. Es folgten bis 1914 Praktika beim Bezirksamt, im Stadtrat sowie bei einem Rechtsanwalt.
Am Ersten Weltkrieg nahm er als Kriegsfreiwilliger von 1914 bis 1918 teil, zuerst beim Königlich Bayerischen 1. Feldartillerie-Regiment „Prinzregent Luitpold“, dann beim Bayerischen Ersatz-Feldartillerie-Regiment 2 als Richtkanonier mit Kämpfen im Elsass, Rumänien und Frankreich. 1917 wurde er als Leutnant der Reserve um Douaumont bei Verdun verwundet. 1918 geriet er in englische Kriegsgefangenschaft, aus der er 1919 entlassen wurde.
1920 legte er seine juristische Staatsprüfung (Staatskonkurs) ab und wurde Akzessist bei der Regierung von Oberbayern. 1920 wurde er Bezirksamtmann am Bezirksamt Neustadt an der Aisch, 1933 Regierungsrat und 1935 Bezirksoberamtmann bzw. Landrat des Bezirksamtes Ochsenfurt. Zum 1. Mai 1937 trat er der NSDAP bei (Mitgliedsnummer 5.948.447), stand jedoch kurz vor dem Tod aufgrund seiner Kritik an der Politik Hitlers vor seiner Abberufung als Landrat.

## Ehrungen
- Eisernes Kreuz II